# 惡魔的浪漫
《惡魔的浪漫》，改編自同名小說，為泰國PPTV HD及LINE TV於2016年7月18日起播出的浪漫愛情喜劇。
此劇由TV Thunder製作。剧情主要讲述女大學生Yiwha周旋于自己喜歡的James學長和追求者Cho之間，以及如何對付死敵MyDear的故事。支線劇情則是Korn和Knock這對同性伴侶，如何誤會冰釋最終走向訂婚的故事。由於播出後Korn和Knock的劇情受到廣大網友追捧，並封為KK夫夫，故於2017年推出以Korn和Knock為主線的前傳電視劇《醉後愛上你》，并在2018年再推出續集。

## 演員陣容
註：括號內的演員姓名為小名。

### 主要人物
- 维萨瓦·泰亚农（Tomo）飾演 Cho

工學院學生，喜歡賽車競技與撩妹。Korn、Knock、Martin、Tanguy的好友，被Yiwha誤會是男同志而且想搶走Knock而被討厭，卻對Yiwha的外貌與作風一見傾心，最終抱得美人歸。
- Tanshi Bumrungkit（英语：Tanshi Bumrungkit）（Maengmum）飾演 Yihwa

建築學院學生。從小就是學霸，心地善良。上了中學之後因為假面閨蜜MyDear的陷害而喚醒了內心中的惡魔，對於MyDear毫不留情開撕。Korn的知心好友，認為Cho是男同志而且是介入Korn和Knock感情的第三者，面對Cho的追求一開始只有厭惡，喜歡James學長。
- 纳塔朋·迪洛那瓦立（Max）飾演 Korn

工學院學生，慈善社團社長，Knock的男朋友。因為礙於家庭傳統壓力而畏懼外界眼光不敢出櫃，除了Yiwha跟Cho外並未主動告知或承認與Knock的關係，導致Knock的誤會，更害怕Knock會出軌離他而去。
- 巴功·他那瓦凌猜（Tul）飾演 Knock

工學院學生，Korn的男朋友。總是希望能與Korn有更多相處時間，而且並不在意外界眼光，因此與Korn常起爭執。Cho的好友，因為被Yiwha誤會而選擇將計就計。最終答應Korn的求婚。

### 其他人物
- Theekapat Chanwittayapong 飾演 Martin

Cho、Tanguy的好友，Being的男朋友。愛運動但不愛乾淨，家中超級有錢的闊少，對身邊發生的事總是少一根筋，但是對於自己愛的人可以無限寵溺。
- 裴蒂·赫格莉 飾演 Being

Yiwha、Dewey的好友，Martin的女友。
- 吉拉皮西特·加纳维奇（Boom）飾演 Tanguy

Cho、Martin的好友，Dewey的男朋友。憑藉著自身敏銳的觀察力，在Knock還未酒醉承認與Korn在交往時便已察覺兩人匪淺的關係。
- Thanaporn Rattanasasiwimon 飾演 Dewy

Yiwha、Being的好友，Tanguy的女友。總是喜歡把生活中的金句在當下就PO上網。
- 西蒙·凯斯勒 飾演 James

從中學時期便是Yiwha的學長與愛慕對象，Cho在賽車場上的對手。知道Yiwha的傾慕與Cho的心意，與MyDear合作故意追Yiwha來打擊Cho。
- Tharunya Manoleehakul（Parprae）飾演 Mydear

Yiwha的死敵。從中學時期因自己喜歡的男生喜歡Yiwha開始結下樑子，想盡辦法陷害抹黑Yiwha。喜歡Cho，為了得到Cho而與James聯手對付Yiwha和Cho。
- Pawinee Punnipat 飾演 Fah

Korn的社團學妹。喜歡Korn，並以為Yiwha是Korn的女朋友。直到Knock喝醉酒向大家宣布兩人關係時，方才震驚醒悟。因為欣賞Knock的外貌，轉而祝福並支持KK夫夫，宣布自己是兩人第1號腐粉絲，還號召其他學妹一同入坑。
- Watchara Paniam 飾演 Tak

老師，被MyDear騙的團團轉而誤會Yiwha。
- Michela Hazelwood 飾演 Beauty

休學中。Cho的前女友，因為嫉妒心與佔有慾強，而被人設計陷害逼瘋。被MyDear和James從精神病院綁架出來，希望她能對付Yiwha和Cho。

### 特別出演
- 克里斯沙达·苏帕普洛姆（Big）飾演 Phon
- Phanthila Fuek 飾演 France
- Thirisit Rueanon 飾演 Pae

## 外部連結
- PPTV 官方網站 （页面存档备份，存于）
- MyDramaList 劇集介紹及劇評 （页面存档备份，存于）
- 豆瓣电影上《惡魔的浪漫》的資料 （简体中文）（页面存档备份，存于）